# Валютная зона
Валютная зона — одна из форм валютной интеграции, когда группа стран с тесными экономическими связями и часто политической зависимостью от страны-гегемона проводит согласованную или диктуемую гегемоном валютную политику. Для валютной зоны характерны: поддержание всеми её участниками твёрдого курса своих валют по отношению к валюте страны-гегемона или изменение курсов своих валют по отношению к другим валютам только с согласия лидера зоны; хранение в банках гегемона большей части национальных валютных резервов; поддержание единообразной системы валютного контроля; сосредоточение внешних расчётов стран-участниц в банках страны, возглавляющей зону.
По отношению к формам валютной интеграции, которые существовали в 1929—1933 годах и на базе которых затем возникли современные валютные зоны, в русскоязычной литературе принят термин «валютный блок».
Высшей формой валютной интеграции является валютный союз, представляющий собой формальное межгосударственное соглашение о взаимозаменяемости валют во внутренних расчетах, о создании межнациональных или наднациональных эмиссионных центров (еврозона, зона восточно-карибского доллара и т. п.), о возможности официального, с согласия страны-эмитента, использования чужой валюты в денежном обращении своей страны.
Далее по тексту термин «валютная зона» обозначает любой из перечисленных случаев валютной интеграции.

## Существующие валютные зоны

### Формальные валютные зоны
| Валюта                                 | Валютная зона | Участники зоны | Год основания              |
| Расчётные денежные единицы             | Расчётные денежные единицы | Расчётные денежные единицы | Расчётные денежные единицы |
| -------------------------------------- | --- | --- | -------------------------- |
| Расчётная единица ADB                  | Африканский союз; эмитент — Африканский банк развития                                                                          | 53 региональных, 24 нерегиональных члена АБР | 1963                       |
| Специальные права заимствования        | Ямайская валютная система; эмитент — Международный валютный фонд                                                               | 187 стран — членов МВФ | 1969                       |
| Сукре                                  | Единая система региональных взаиморасчётов; эмитент — Banco del ALBA                                                           | Боливия · Венесуэла · Гондурас · Куба · Никарагуа · Эквадор | 2010                       |
| Денежные единицы в обращении           | | |                            |
| Швейцарский франк                      | Валютное соглашение Лихтенштейна и Швейцарии                                                                                   | Швейцария · Лихтенштейн | 1920                       |
| Фунт стерлингов                        | Стерлинговая зона | Великобритания и её заморские территории - Гибралтар - Остров Вознесения - Остров Святой Елены - Тристан-да-Кунья - Фолклендские острова - Южная Георгия и Южные Сандвичевы Острова и коронные земли - Гернси - Джерси - Остров Мэн | 1931                       |
| Доллар США                             | Долларовая зона (см. также статью «Долларизация»)                                                                              | США и их островные территории - Виргинские Острова (США) - Американское Самоа - Внешние малые острова США - Гуам - Пуэрто-Рико - Северные Марианские Острова и заморские территории Британии - Британская Территория в Индийском Океане - Виргинские Острова (Великобритания) - Теркс и Кайкос и специальные муниципалитеты Нидерландов - Бонайре - Саба - Синт-Эстатиус Восточный Тимор · Маршалловы Острова · Микронезия · Палау · Панама · Сальвадор · Эквадор · Зимбабве      | 1933 (с 1904 года Панама)  |
| Тихоокеанский франк                    | Французское тихоокеанское банковское соглашение; эмитент — Эмиссионный институт заморских территорий Франции                   | Заморские владения Франции - Новая Каледония - Уоллис и Футуна - Французская Полинезия | 1945                       |
| Западноафриканский франк               | Западноафриканский экономический и валютный союз; эмитент — Центральный банк государств Западной Африки                        | Бенин · Буркина-Фасо · Гвинея-Бисау · Кот-д’Ивуар · Мали · Нигер · Сенегал · Того | 1945                       |
| Центральноафриканский франк            | Экономическое сообщество стран Центральной Африки; эмитент — Банк государств Центральной Африки                                | Габон · Камерун · Республика Конго · ЦАР · Чад · Экваториальная Гвинея | 1945                       |
| Датская крона                          | Королевство Дания | Дания · Гренландия · Фарерские острова | 1946—1979                  |
| Восточно-карибский доллар              | Организация Восточно-карибских государств; эмитент — Восточно-Карибский Центральный банк                                       | Ангилья · Антигуа и Барбуда · Гренада · Доминика · Монтсеррат · Сент-Винсент и Гренадины · Сент-Китс и Невис · Сент-Люсия | 1965                       |
| Австралийский доллар                   | Зона австралийского доллара | Австралия и её внешние территории - Кокосовые острова - Остров Норфолк - Остров Рождества - Острова Херд и Макдональд Кирибати · Науру · Тувалу | 1966                       |
| Новозеландский доллар                  | Зона новозеландского доллара                                                                                                   | Новая Зеландия · Ниуэ · Острова Кука · Острова Питкэрн · Токелау | 1967                       |
| Сингапурский доллар, брунейский доллар | Соглашение о взаимозаменяемости валют (национальные валюты являются законным платёжным средством на территории обеих стран)    | Сингапур · Бруней | 1967                       |
| Индийская рупия                        | Система двусторонних фиксированных курсов (каждое государство имеет собственную валюту, но её курс привязан к индийской рупии) | Индия · Бутан · Непал | 1974                       |
| Южноафриканский рэнд                   | Единая валютная зона (каждое государство имеет собственную валюту, но её курс привязан к рэнду)                                | ЮАР · Лесото · Намибия · Свазиленд | 1974                       |
| Евро                                   | Еврозона; эмитент — Европейская система центральных банков во главе с Европейским центральным банком                           | Еврозона (19) - Австрия - Бельгия - Германия - Греция - Ирландия - Испания - Италия - Кипр - Латвия - Литва - Люксембург - Мальта - Нидерланды - Португалия - Словакия - Словения - Финляндия - Франция - Эстония и Особые территории ЕС - Аландские острова - Гваделупа - Майотта - Мартиника - Реюньон - Сен-Бартелеми - Сен-Мартен - Сен-Пьер и Микелон - Гвиана - Французские Южные и Антарктические территории Андорра · Ватикан · Косово · Монако · Сан-Марино · Черногория | 1999 (2002)                |
| Нидерландский антильский гульден       | Государства и государственные образования, до 10 октября 2010 года входившие в Нидерландские Антильские острова                | Кюрасао · Синт-Мартен | 2010                       |

### Валютные зоны, включающие непризнанные и частично признанные государства
| Валюта                   | Валютная зона | Используется                                                         | Основание/начало совм. использования | Статус |
| ------------------------ | ------------- | -------------------------------------------------------------------- | ------------------------------------ | --- |
| Израильский новый шекель |               | Израиль · Государство Палестина                                      | 1927/1986                            | Неофициальный |
| Иорданский динар         |               | Иордания · Государство Палестина (только Западный берег реки Иордан) |                                      | Неофициальный |
| Российский рубль         |               | Республика Абхазия · Россия · Южная Осетия                           | 2008                                 | С Абхазией и Южной Осетией формальный, по договору 2008 года, с ДНР и ЛНР неофициальный. Кроме того, согласно п. 3 ст. 13 Соглашения между Республикой Казахстан и Российской Федерацией «О статусе города Байконур, порядке формирования и статусе его органов исполнительной власти», платёжным средством на территории комплекса Байконур являются национальные валюты Республики Казахстан и Российской Федерации. П. 14 той же статьи Соглашения устанавливает право плательщика на выбор валюты (российский рубль или тенге) при платежах между юридическими или физическими лицами. |
| Турецкая лира            |               | Турция · Северный Кипр                                               | 1983                                 | Неофициальный |
| Евро                     |               | Европейский союз · Косово                                            | 2001                                 | Неофициальный |

## Планируемые к созданию валютные зоны
| Валютная зона                                               | Валюта                             | Регион           | Предполагаемая дата учреждения | Примечания |
| ----------------------------------------------------------- | ---------------------------------- | ---------------- | ------------------------------ | --- |
| Восточноафриканское сообщество (ВАС)                        | Второй восточноафриканский шиллинг | Восточная Африка | 2015                           | |
| Ассоциация регионального сотрудничества Южной Азии (СААРК)  | -                                  | Азия             | 2020                           | |
| Западно-Африканская валютная зона                           | Эко                                | Западная Африка  | 2020                           | Планируется: изначально — к введению в пределах ЭКОВАС, в перспективе — к объединению с Западноафриканским франком КФА. |
| Азиатская зона свободной торговли (АЗСТ)                    | Азиатская валютная единица         | Азия             |                                | Сеть свободных торговых соглашений частично создана. |
| Совет сотрудничества арабских государств Персидского залива | Халиджи                            | Персидский залив | около 2013—2020                | Оман и ОАЭ пока не намерены принимать валюту и сделают это в более позднее время. |
| Евразийский экономический союз                              | Алтын                              | Евразия          | 2022—2025                      | Эксперты полагают, что детальное обсуждение единой валюты начнется ближе к 2015 году. В апреле 2014 года обсуждение планов введения единой валюты возобновилось. В частности, было обозначено введение единой валюты «не позднее 2025 года» |

## Валютные зоны прошлого
| Валюта                                                 | Валютная зона                                | Использование | Начало/конец совм. использования |
| ------------------------------------------------------ | -------------------------------------------- | --- | -------------------------------- |
| Итальянская лира, Сан-маринская лира, Ватиканская лира |                                              | Италия, Сан-Марино, Ватикан | 1864—2002                        |
| Французский франк, Монегасский франк                   |                                              | Франция, Монако, Андорра | 1865(?)—2002                     |
| Испанская песета                                       |                                              | Испания, Андорра | 1868—2002                        |
| Индокитайский пиастр                                   |                                              | Французский Индокитай, Демократическая Республика Вьетнам, Южный Вьетнам, Камбоджа, Лаос | 1885—1957                        |
| Австро-венгерская крона                                |                                              | Австро-Венгрия, Лихтенштейн,Черногория, Австрия, Венгрия, Чехословакия, Фиуме. Часть территорий Италии, Польши, Румынии, Королевства сербов, хорватов и словенцев.                                             | 1892—1924                        |
| Западноафриканский фунт                                |                                              | Британская Западная Африка, Гана, Нигерия, Сьерра-Леоне | 1913—1966                        |
| Восточноафриканский шиллинг                            |                                              | Британская Восточная Африка, Занзибар, Итальянское Сомали, Эритрея, Эфиопия, Британский Сомалиленд, Аден, Сомали, Танганьика, Танзания, Уганда, Кения                                                          | 1921—1967                        |
| Польская марка                                         |                                              | Польша, Срединная Литва | 1921-1922                        |
| Бельгийский франк, Люксембургский франк                | Бельгийско-Люксембургский экономический союз | Бельгия, Люксембург | 1922-1941, 1944—2002             |
| Оккупационная рейхсмарка                               |                                              | Албания, Бельгия, Греция, Дания, Нидерланды, Сербия, Франция, Хорватия, Черногория, Генерал-губернаторство (Польша), Оккупированная территория СССР                                                            | 1940—1945                        |
| Клиринговый рубль                                      |                                              | СССР, Албания, Болгария, Венгрия, Вьетнам, ГДР, Китай, КНДР, Куба, Лаос, Монголия, Польша, СР Румыния, Чехословакия, Югославия                                                                                 | 1950—1991                        |
| Рупия Персидского залива                               |                                              | Бахрейн, Катар, Кувейт, Султанат Маскат, Договорный Оман | 1959—1966                        |
| Франк Руанды и Бурунди                                 | Валютный и таможенный союз Руанды и Бурунди  | Руанда, Бурунди | 1960—1964                        |
| Переводной рубль                                       | Совет экономической взаимопомощи             | СССР, Польша, Чехословакия, Венгрия, Румыния, Болгария, ГДР, Монголия, Куба, Вьетнам | 1963—1992                        |
| Бахрейнский динар                                      |                                              | Бахрейн, Абу-Даби | 1966—1973                        |
| Саудовский риял                                        |                                              | Саудовская Аравия, Катар, Дубай, Аджман, Рас-эль-Хайма, Умм-эль-Кайвайн, Фуджейра, Шарджа | 1966—1968                        |
| Риял Катара и Дубай                                    |                                              | Катар, Дубай, Аджман, Рас-эль-Хайма, Умм-эль-Кайвайн, Фуджейра, Шарджа | 1968—1973                        |
| Советский рубль                                        | Рублёвая зона                                | Республика Абхазия, Азербайджан, Армения, Белоруссия, Грузия, Казахстан, Кыргызстан, Латвия, Литва, Молдова, НКР, Россия, Приднестровье, Таджикистан, Туркменистан, Узбекистан, Украина, Эстония, Южная Осетия | 1991—1994                        |
| Чехословацкая крона                                    |                                              | Чехия, Словакия | 1 января — 7 февраля 1993        |

## Современные коллективные валюты в национальном дизайне
В данном разделе перечислены государства и их коллективные валюты, у которых одна сторона банкноты и/или монеты оформлена в едином стиле, а другая выполнена в национальном дизайне страны-эмитента. Это могут быть как обычные участвующие в обращении денежные знаки, так и памятные или инвестиционные монеты. Такое правило (одна сторона общая, одна сторона национальная) действует или действовало во всех валютных союзах, использующих наднациональную коллективную валюту, — в еврозоне, в зоне франка КПФ, в зоне франка КФА (до 1982 года), для конфедеративной конвертируемой марки Боснии и Герцеговины.
В отличие от перечисленных права выпускать денежные знаки в с элементами национального дизайна нет у государств, входящих в зону восточно-карибского доллара (Ангилья, Антигуа и Барбуда, Гренада, Доминика, Монтсеррат, Сент-Винсент и Гренадины, Сент-Китс и Невис, Сент-Люсия). Здесь монополией на выпуск и банкнот, и монет обладает единый эмиссионный центр — Восточно-Карибский Центральный банк.

### Евро
У бумажных евро единый дизайн как лицевой, так и оборотной стороны. Все евромонеты (как обычные, так и памятные и инвестиционные) имеют общую сторону, на которой обозначено достоинство денежного знака на фоне схематической карты Европы, и национальную — с изображением, выбранным той страной, где отчеканена монета.
| Государство (территория)                            | Право чеканки монет        | Право чеканки монет        | Государство (территория)                      | Право чеканки монет        | Право чеканки монет        | Государство (территория)   | Право чеканки монет        | Право чеканки монет        |
| Государство (территория)                            | рядовых                    | коллекционных              | Государство (территория)                      | рядовых                    | коллекционных              | Государство (территория)   | рядовых                    | коллекционных              |
| Члены Евросоюза и еврозоны                          | Члены Евросоюза и еврозоны | Члены Евросоюза и еврозоны | Члены Евросоюза и еврозоны                    | Члены Евросоюза и еврозоны | Члены Евросоюза и еврозоны | Члены Евросоюза и еврозоны | Члены Евросоюза и еврозоны | Члены Евросоюза и еврозоны |
| --------------------------------------------------- | -------------------------- | -------------------------- | --------------------------------------------- | -------------------------- | -------------------------- | -------------------------- | -------------------------- | -------------------------- |
| Австрия                                             | зелёная ✓                  | зелёная ✓                  | Бельгия                                       | зелёная ✓                  | зелёная ✓                  | Германия                   | зелёная ✓                  | зелёная ✓                  |
| Греция                                              | зелёная ✓                  | зелёная ✓                  | Ирландия                                      | зелёная ✓                  | зелёная ✓                  | Испания                    | зелёная ✓                  | зелёная ✓                  |
| Италия                                              | зелёная ✓                  | зелёная ✓                  | Кипр                                          | зелёная ✓                  | зелёная ✓                  | Латвия                     | зелёная ✓                  | зелёная ✓                  |
| Литва                                               | зелёная ✓                  | зелёная ✓                  | Люксембург                                    | зелёная ✓                  | зелёная ✓                  | Мальта                     | зелёная ✓                  | зелёная ✓                  |
| Нидерланды                                          | зелёная ✓                  | зелёная ✓                  | Португалия                                    | зелёная ✓                  | зелёная ✓                  | Словакия                   | зелёная ✓                  | зелёная ✓                  |
| Словения                                            | зелёная ✓                  | зелёная ✓                  | Финляндия                                     | зелёная ✓                  | зелёная ✓                  | Франция                    | зелёная ✓                  | зелёная ✓                  |
| Эстония                                             | зелёная ✓                  | зелёная ✓                  | …                                             | …                          | …                          | …                          | …                          | …                          |
| Участники еврозоны, не являющиеся членами Евросоюза |                            |                            |                                               |                            |                            |                            |                            |                            |
| Ватикан                                             | зелёная ✓                  | зелёная ✓                  | Монако                                        | зелёная ✓                  | зелёная ✓                  | Сан-Марино                 | зелёная ✓                  | зелёная ✓                  |
| Участники еврозоны без права чеканки монет евро     |                            |                            |                                               |                            |                            |                            |                            |                            |
| Аландские острова                                   | ❌                         | ❌                         | Андорра                                       | зелёная ✓                  | зелёная ✓                  | Гваделупа                  | ❌                         | ❌                         |
| Майотта                                             | ❌                         | ❌                         | Мартиника                                     | ❌                         | ❌                         | Реюньон                    | ❌                         | ❌                         |
| Сен-Бартелеми                                       | ❌                         | ❌                         | Сен-Мартен                                    | ❌                         | ❌                         | Сен-Пьер и Микелон         | ❌                         | ❌                         |
| Гвиана                                              | ❌                         | ❌                         | Французские Южные и Антарктические территории | ❌                         | ❌                         | …                          | …                          | …                          |

### Французский тихоокеанский франк (франк КФП)
Единым эмиссионным центром для Французской Полинезии, Новой Каледонии, Уоллиса и Футуны, выступает Эмиссионный институт заморских территорий Франции, который выпускает французский тихоокеанский франк (франк КФП), являющийся коллективной валютой перечисленных стран. Характерной особенностью банкнот является то, что одна их сторона посвящена Французской Полинезии, другая — Новой Каледонии. Монеты имеют общий дизайн аверса и два типа национального оформления реверса.
| Государство           | Наименование национальных выпусков монет | Монеты | Банкноты |
| --------------------- | ---------------------------------------- | ------ | -------- |
| · Новая Каледония ·   | Новокаледонский франк                    |        |          |
| Уоллис и Футуна       | Новокаледонский франк                    |        |          |
| Французская Полинезия | Франк Французской Полинезии              |        |          |

### Франк КФА
Право чеканки собственных памятных монет в дополнение к единой валюте предоставлено 14 государствам, входящим в зону франка КФА (обеих его разновидностей — ВСЕАО и ВЕАС).

#### Франк КФА ВСЕАО
- Бенин
- Буркина-Фасо
- Гвинея-Бисау
- Кот-д’Ивуар
- Мали
- Нигер
- Сенегал
- Того

#### Франк КФА ВЕАС
До 1992 года все выпуски банкнот франка КФА ВЕАС (за исключением некоторых номиналов) имели единую для всех участников союза лицевую сторону и различные типы оформления стороны оборотной. Все современные банкноты имеет уже единый дизайн обеих сторон, различаясь лишь идентификационными литерами, которые указывают на принадлежность к конкретной стране. Однако памятные и инвестиционные монеты по-прежнему имеют как общую, так национальную стороны.
- Габон
- Камерун
- Республика Конго
- ЦАР
- Чад
- Экваториальная Гвинея

### Конвертируемая марка Боснии и Герцеговины
Конвертируемая марка Боснии и Герцеговины является единой валютой двух составных частей Боснии и Герцеговины — Федерации Боснии и Герцеговины и Республики Сербской. Единым эмиссионным центром конфедерации является Центральный банк Боснии и Герцеговины. Банкноты в марках имеют единый дизайн обеих сторон только у банкнот достоинством в 200 марок. У всех остальных купюр одна сторона оформлена в едином для двух входящих в конфедерацию государств, другая сторона выполнена в национальном дизайне соответственно (Федерации Боснии и Герцеговины и Республики Сербской). Монеты по дизайну не различаются. Все банкноты, независимо от дизайна, являются законным платёжным средством в обеих частях Боснии и Герцеговины.